# Josef Dobrovský

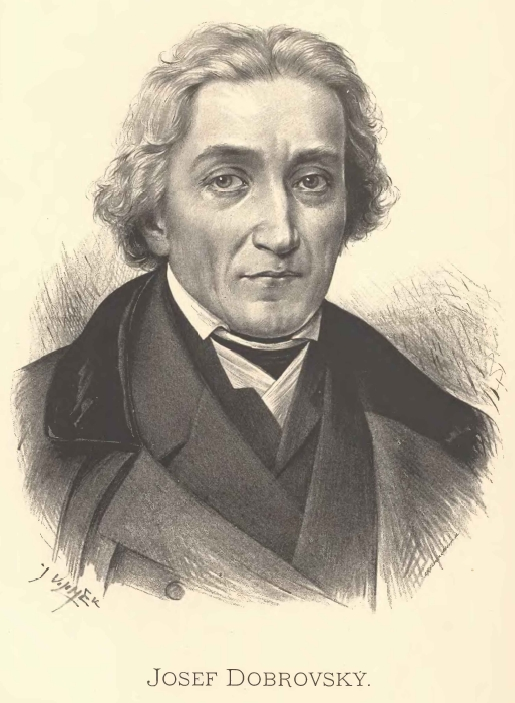
Josef Dobrovský

Josef Dobrovský, född 17 augusti 1753 i Gyarmat i Ungern, död 6 januari 1829 i Brünn, var en tjeckisk filolog och historiker; "slavistikens fader" och den nytjeckiska litteraturens grundläggare.
Dobrovský inträdde 1772 i jesuitorden, studerade teologi i Prag, var under elva år lärare för en greve Nostitz söner och blev 1789 rektor vid generalseminariet i Hradište nära Olmütz, men återvände sedan till Prag, där han gynnades av greve Nostitz. Efter att ha företagit flera antikvariska forskningsresor i Böhmen och Mähren anträdde han, på uppdrag av kungliga böhmiska vetenskapssällskapet, 1792 en resa till Sverige, där han besökte Lund, Linköping, Stockholm och Uppsala, undersökte de av svenskarna vid stormningen av "Lilla sidan" i Prag (1648) från Hradschin (Hradčany) bortförda handskrifterna och jämförde "Silverbibeln" med de äldsta slaviska minnesmärkena. Över Åbo fortsattes resan till Sankt Petersburg. 
Bland Dobrovskýs många lärda skrifter, som är av historiskt, arkeologiskt och filologiskt innehåll, skrivna på tyska och publicerade av kungliga böhmiska vetenskapssällskapet, märks Geschichte der böhmischen Sprache und Literatur (1792; tredje upplagan 1818), Literarische Nachrichten von einer 1792 unternommenen reise in Schweden und Russland (1795), en viktig glossografisk urkund, "Scriptores rerum bohemicarum" (1783-84, tillsammans med František Martin Pelcl), Deutsch-böhmisches Wörterbuch (1802-21), Ausführliches Lehrgebäude der böhmischen Sprache (1809; andra upplagan 1819), Entwurf zu einem Etymologikon der slavischen Sprachen (1813; andra upplagan 1833), Zur Kenntniss der alten und neuen slavischen Literatur, der Sprachkunde nach allen Mundarten, der Geschichte und Alterthümer (1813-14) och Institutiones linguæ slavicæ dialecti veteris (1822).